# Sportclub Young Fellows Juventus 2019-2020
Questa voce raccoglie le informazioni riguardanti lo Sportclub Young Fellows Juventus nelle competizioni ufficiali della stagione 2019-2020.

## Stagione
Nella stagione 2019-2020 il Young Fellows Juventus, allenato da Elvin Bektesevic e Piero Bauert, concluse il campionato di Promotion League al 15º posto. In Coppa Svizzera il Young Fellows Juventus fu eliminato al primo turno dal Winterthur.

## Rosa
| N. |                               | Ruolo | Calciatore             |
| -- | ----------------------------- | ----- | ---------------------- |
| 4  | Svizzera (bandiera)           | C     | Nicola Zuffi           |
| 10 | Macedonia del Nord (bandiera) | A     | Habil Jonuzi           |
| 11 | Svizzera (bandiera)           | C     | Marco Trachsel         |
| 17 | Svizzera (bandiera)           | A     | Elvedin Causi          |
| 18 | Svizzera (bandiera)           | P     | Dragan Zivanovic       |
| 21 | Svizzera (bandiera)           | D     | Tiziano Lanza          |
| 22 | Svizzera (bandiera)           | D     | Paul Villano           |
| 23 | Svizzera (bandiera)           | C     | Julio Teixeira         |
| 28 | Svizzera (bandiera)           | D     | Nick von Niederhäusern |
| 30 | Croazia (bandiera)            | P     | Ilija Kovačić          |
|    | Svizzera (bandiera)           | P     | Stefan Lapcevic        |
|    | Svizzera (bandiera)           | P     | Muhamed Tahiri         |
|    | Ghana (bandiera)              | D     | Dennis Achempem        |
|    | Svizzera (bandiera)           | D     | Kerim Haddaji          |
|    | Argentina (bandiera)          | D     | Santiago Miranda       |
|    | Albania (bandiera)            | C     | Auron Brahimi          |
|    | Croazia (bandiera)            | C     | Arben Buqaj            |

| N. |                               | Ruolo | Calciatore             |
| -- | ----------------------------- | ----- | ---------------------- |
|    | Togo (bandiera)               | C     | Guy Eschmann           |
|    | Brasile (bandiera)            | C     | Giovanni La Rocca      |
|    | Svizzera (bandiera)           | C     | Meriton Kastrati       |
|    | Svizzera (bandiera)           | C     | Armand Loué            |
|    | Italia (bandiera)             | C     | Kevin Quintas          |
|    | Macedonia del Nord (bandiera) | C     | Enis Ramadani          |
|    | Svizzera (bandiera)           | C     | Donart Salihi          |
|    | Svizzera (bandiera)           | C     | Cristian Schwab        |
|    | Costa d'Avorio (bandiera)     | A     | Mohamed Akessi         |
|    | Svizzera (bandiera)           | A     | Dölf Bieri             |
|    | Svizzera (bandiera)           | A     | Marcelo Miranda        |
|    | Portogallo (bandiera)         | A     | Patrick Pereira        |
|    | Perù (bandiera)               | A     | Fabio Rodríguez Medina |
|    | Montenegro (bandiera)         | A     | Samel Šabanović        |
|    | Svizzera (bandiera)           | A     | Haris Samardzic        |
|    | Svizzera (bandiera)           | A     | Albin Ukaj             |

## Organigramma societario
Area tecnica
- Allenatore: Ergün Dogru
- Allenatore in seconda:
- Preparatore dei portieri:
- Preparatori atletici:

## Calciomercato

### Sessione estiva
| Acquisti | Acquisti | Acquisti | Acquisti |
| R.       | Nome     | da       | Modalità |
| -------- | -------- | -------- | -------- |

| Cessioni | Cessioni | Cessioni | Cessioni |
| R.       | Nome     | a        | Modalità |
| -------- | -------- | -------- | -------- |

### Sessione invernale
| Acquisti | Acquisti | Acquisti | Acquisti |
| R.       | Nome     | da       | Modalità |
| -------- | -------- | -------- | -------- |

| Cessioni | Cessioni | Cessioni | Cessioni |
| R.       | Nome     | a        | Modalità |
| -------- | -------- | -------- | -------- |

## Risultati

### Promotion League
| Arbitro: | Thies |

|                                             |           |                                      |
| Seferagic 55’ (rig.) Causi 60’ Mukinisa 88’ | Marcatori | 47’ Bühler 70’ Gauthier 83’ Begzadić |

| Arbitro: | von Mandach |

|                            |           |                           |
| Abegglen 45’ Šabanović 69’ | Marcatori | 31’ Seferagic 64’ Pereira |

| Arbitro: | Rothenfluh |

|             |           |              |
| Pereira 50’ | Marcatori | 20’ von Moos |

| Arbitro: | Bannwart |

|                                   |           |                     |
| Herger 14’ Riedmann 61’ Rüedi 90’ | Marcatori | 9’ Causi 90’ Akessi |

| Arbitro: | Huber |

|           |           |                           |
| Causi 78’ | Marcatori | 75’ Stojanov 90’ Magnetti |

| Arbitro: | Odiet |

|                                         |           |  |
| Bamba 28’ Baron 45’ Vieira 62’ Bega 72’ | Marcatori |  |

| Arbitro: | Ghisletta |

|                                    |           |                          |
| Eschmann 50’ Causi 62’ Pereira 80’ | Marcatori | 20’ Neün 90’, 90’ Mobulu |

| Arbitro: | Thies |

|  |           |             |
|  | Marcatori | 23’ Villano |

| Arbitro: | Staubli |

|  |           |           |
|  | Marcatori | 42’ Gomes |

| Arbitro: | Turkes |

|               |           |           |
| Sulejmani 32’ | Marcatori | 56’ Zuffi |

| Arbitro: | Odiet |

|                       |           |  |
| Rocca 12’ Pereira 39’ | Marcatori |  |

| Arbitro: | Carrard |

|           |           |              |
| Causi 39’ | Marcatori | 85’ Kastrati |

| Arbitro: | Ljatifi |

|                               |           |           |
| Frick 25’ Gele 52’ Seferi 77’ | Marcatori | 14’ Causi |

| Arbitro: | Huber |

|             |           |                                                                |
| Villano 45’ | Marcatori | 13’ Tréand 18’, 38’ Correia 23’, 72’ Boussaha 71’ (aut.) Lanza |

| Münsingen 3 novembre 2019, ore 14:30 CET 15ª giornata   | Münsingen | 2 – 0 referto | YF Juventus | Sportanlage Sandreutenen (220 spett.) |
| \| \| \| \| \| Strahm 15’ Murina 88’ \| Marcatori \| \| |           |               |             |                                       |
|                                                         |           |               |             |                                       |
| Strahm 15’ Murina 88’                                   | Marcatori |               |             |                                       |

| Arbitro: | Hürlimann |

|           |           |  |
| Savic 53’ | Marcatori |  |

| Arbitro: | Rosset |

|                                                         |           |                     |
| Šabanović 8’, 69’ Pereira 67’ Teixeira 73’ Trachsel 90’ | Marcatori | 27’ Anic 57’ Riedle |

| 29 febbraio 2020, ore CET 18ª giornata | Basilea II | – non disputata | YF Juventus |  |

| 7 marzo 2020, ore CET 19ª giornata | YF Juventus | – non disputata | Cham |  |

| 15 marzo 2020, ore CET 20ª giornata | Bellinzona | – non disputata | YF Juventus |  |

| 21 marzo 2020, ore CET 21ª giornata | YF Juventus | – non disputata | Stade Nyonnais |  |

| 28 marzo 2020, ore CET 22ª giornata | Yverdon | – non disputata | YF Juventus |  |

| 5 aprile 2020, ore CEST 23ª giornata | YF Juventus | – non disputata | Köniz |  |

| 11 aprile 2020, ore CEST 24ª giornata | Black Stars Basilea | – non disputata | YF Juventus |  |

| 19 aprile 2020, ore CEST 25ª giornata | YF Juventus | – non disputata | Zurigo II |  |

| 26 aprile 2020, ore CEST 26ª giornata | Sion II | – non disputata | YF Juventus |  |

| 3 maggio 2020, ore CEST 27ª giornata | Breitenrain | – non disputata | YF Juventus |  |

| 10 maggio 2020, ore CEST 28ª giornata | YF Juventus | – non disputata | Rapperswil-Jona |  |

| 16 maggio 2020, ore CEST 29ª giornata | Étoile Carouge | – non disputata | YF Juventus |  |

| 23 maggio 2020, ore CEST 30ª giornata | YF Juventus | – non disputata | Münsingen |  |

### Coppa Svizzera
| Arbitro: | Kanagasingam |

|  |           |                                |
|  | Marcatori | 37’ Silva 40’ Buess 90’ Saliji |

## Statistiche

### Statistiche di squadra
| Competizione     | Punti | In casa | In casa | In casa | In casa | In casa | In casa | In trasferta | In trasferta | In trasferta | In trasferta | In trasferta | In trasferta | Totale | Totale | Totale | Totale | Totale | Totale | DR  |
| Competizione     | Punti | G       | V       | N       | P       | Gf      | Gs      | G            | V            | N            | P            | Gf           | Gs           | G      | V      | N      | P      | Gf     | Gs     | DR  |
| ---------------- | ----- | ------- | ------- | ------- | ------- | ------- | ------- | ------------ | ------------ | ------------ | ------------ | ------------ | ------------ | ------ | ------ | ------ | ------ | ------ | ------ | --- |
| Promotion League | 15    | 9       | 2       | 4       | 3       | 17      | 19      | 8            | 1            | 2            | 5            | 7            | 16           | 17     | 3      | 6      | 8      | 24     | 35     | -11 |
| Coppa Svizzera   | -     | 1       | 0       | 0       | 1       | 0       | 3       | 0            | 0            | 0            | 0            | 0            | 0            | 1      | 0      | 0      | 1      | 0      | 3      | -3  |
| Totale           | 15    | 10      | 2       | 4       | 4       | 17      | 22      | 8            | 1            | 2            | 5            | 7            | 16           | 18     | 3      | 6      | 9      | 24     | 38     | -14 |

### Andamento in campionato
| Giornata  | 1 | 2 | 3 | 4  | 5  | 6  | 7  | 8  | 9  | 10 | 11 | 12 | 13 | 14 | 15 | 16 | 17 |
| --------- | - | - | - | -- | -- | -- | -- | -- | -- | -- | -- | -- | -- | -- | -- | -- | -- |
| Luogo     | C | T | C | T  | C  | T  | C  | T  | C  | T  | C  | C  | T  | C  | T  | T  | C  |
| Risultato | N | N | N | P  | P  | P  | N  | V  | P  | N  | V  | N  | P  | P  | P  | P  | V  |
| Posizione | 6 | 9 | 7 | 12 | 14 | 14 | 15 | 13 | 13 | 13 | 11 | 11 | 12 | 15 | 15 | 15 | 15 |

Legenda:

Luogo: C = Casa; T = Trasferta. Risultato: V = Vittoria; N = Pareggio; P = Sconfitta.

### Statistiche dei giocatori
| Giocatore            | Promotion League | Promotion League | Promotion League | Promotion League | Coppa Svizzera | Coppa Svizzera | Coppa Svizzera | Coppa Svizzera | Totale   | Totale | Totale      | Totale     |
| Giocatore            | Presenze         | Reti             | Ammonizioni      | Espulsioni       | Presenze       | Reti           | Ammonizioni    | Espulsioni     | Presenze | Reti   | Ammonizioni | Espulsioni |
| -------------------- | ---------------- | ---------------- | ---------------- | ---------------- | -------------- | -------------- | -------------- | -------------- | -------- | ------ | ----------- | ---------- |
| D. Achempem          | 2                | 0                | 0                | 0                | 0              | 0              | 0              | 0              | 2        | 0      | 0           | 0          |
| E. Adili             | 5                | 0                | 0                | 0                | 1              | 0              | 1              | 0              | 6        | 0      | 1           | 0          |
| M. Akessi            | 8                | 1                | 0                | 0                | 1              | 0              | 0              | 0              | 9        | 1      | 0           | 0          |
| D. Bieri             | 3                | 0                | 0                | 0                | 0              | 0              | 0              | 0              | 3        | 0      | 0           | 0          |
| M. Bičvić            | 6                | 0                | 1                | 0                | 1              | 0              | 0              | 0              | 7        | 0      | 1           | 0          |
| J. Bonorand          | 0                | 0                | 0                | 0                | 0              | 0              | 0              | 0              | 0        | 0      | 0           | 0          |
| A. Brahimi           | 0                | 0                | 0                | 0                | 0              | 0              | 0              | 0              | 0        | 0      | 0           | 0          |
| A. Buqaj             | 0                | 0                | 0                | 0                | 0              | 0              | 0              | 0              | 0        | 0      | 0           | 0          |
| E. Causi             | 17               | 6                | 3                | 0                | 1              | 0              | 0              | 0              | 18       | 6      | 3           | 0          |
| G. Eschmann          | 6                | 1                | 2                | 0                | 0              | 0              | 0              | 0              | 6        | 1      | 2           | 0          |
| K. Festić            | 0                | 0                | 0                | 0                | 0              | 0              | 0              | 0              | 0        | 0      | 0           | 0          |
| D. Giampà            | 0                | 0                | 0                | 0                | 0              | 0              | 0              | 0              | 0        | 0      | 0           | 0          |
| K. Haddaji           | 0                | 0                | 0                | 0                | 0              | 0              | 0              | 0              | 0        | 0      | 0           | 0          |
| F. Hasanaj           | 6                | 0                | 2                | 0                | 1              | 0              | 1              | 0              | 7        | 0      | 3           | 0          |
| M. Hezel             | 0                | 0                | 0                | 0                | 0              | 0              | 0              | 0              | 0        | 0      | 0           | 0          |
| H. Jonuzi            | 6                | 0                | 2                | 0                | 1              | 0              | 0              | 0              | 7        | 0      | 2           | 0          |
| S. Jonuzi            | 6                | 0                | 0                | 1                | 0              | 0              | 0              | 0              | 6        | 0      | 0           | 1          |
| M. Kastrati          | 8                | 0                | 1                | 0                | 0              | 0              | 0              | 0              | 8        | 0      | 1           | 0          |
| I. Kovačić           | 16               | 0                | 0                | 0                | 1              | 0              | 0              | 0              | 17       | 0      | 0           | 0          |
| G. Krasniqi          | 0                | 0                | 0                | 0                | 0              | 0              | 0              | 0              | 0        | 0      | 0           | 0          |
| T. Lanza             | 16               | 0                | 2                | 1                | 1              | 0              | 0              | 0              | 17       | 0      | 2           | 1          |
| S. Lapcevic          | 1                | 0                | 0                | 0                | 0              | 0              | 0              | 0              | 1        | 0      | 0           | 0          |
| A. Loué              | 0                | 0                | 0                | 0                | 0              | 0              | 0              | 0              | 0        | 0      | 0           | 0          |
| F. Medina            | 0                | 0                | 0                | 0                | 0              | 0              | 0              | 0              | 0        | 0      | 0           | 0          |
| M. Miranda           | 2                | 0                | 0                | 0                | 0              | 0              | 0              | 0              | 2        | 0      | 0           | 0          |
| S. Miranda           | 1                | 0                | 0                | 0                | 0              | 0              | 0              | 0              | 1        | 0      | 0           | 0          |
| J. Mukinisa          | 3                | 1                | 0                | 0                | 0              | 0              | 0              | 0              | 3        | 1      | 0           | 0          |
| P. Pereira           | 17               | 5                | 0                | 0                | 1              | 0              | 0              | 0              | 18       | 5      | 0           | 0          |
| W. Pizzi             | 0                | 0                | 0                | 0                | 0              | 0              | 0              | 0              | 0        | 0      | 0           | 0          |
| N. Plavci            | 0                | 0                | 0                | 0                | 0              | 0              | 0              | 0              | 0        | 0      | 0           | 0          |
| K. Quintas           | 3                | 0                | 1                | 1                | 0              | 0              | 0              | 0              | 3        | 0      | 1           | 1          |
| E. Ramadani          | 4                | 0                | 1                | 0                | 0              | 0              | 0              | 0              | 4        | 0      | 1           | 0          |
| E. Ramadani          | 2                | 0                | 0                | 0                | 0              | 0              | 0              | 0              | 2        | 0      | 0           | 0          |
| J. Rether            | 2                | 0                | 0                | 0                | 0              | 0              | 0              | 0              | 2        | 0      | 0           | 0          |
| A. Robelli           | 0                | 0                | 0                | 0                | 0              | 0              | 0              | 0              | 0        | 0      | 0           | 0          |
| G. Rocca             | 15               | 1                | 0                | 0                | 0              | 0              | 0              | 0              | 15       | 1      | 0           | 0          |
| D. Salihi            | 0                | 0                | 0                | 0                | 0              | 0              | 0              | 0              | 0        | 0      | 0           | 0          |
| H. Samardzic         | 0                | 0                | 0                | 0                | 0              | 0              | 0              | 0              | 0        | 0      | 0           | 0          |
| C. Schwab            | 0                | 0                | 0                | 0                | 0              | 0              | 0              | 0              | 0        | 0      | 0           | 0          |
| A. Seferagic         | 6                | 2                | 2                | 0                | 1              | 0              | 0              | 0              | 7        | 2      | 2           | 0          |
| M. Tahiri            | 0                | 0                | 0                | 0                | 0              | 0              | 0              | 0              | 0        | 0      | 0           | 0          |
| J. Teixeira          | 16               | 1                | 6                | 0                | 1              | 0              | 0              | 0              | 17       | 1      | 6           | 0          |
| M. Trachsel          | 16               | 1                | 0                | 1                | 1              | 0              | 0              | 0              | 17       | 1      | 0           | 1          |
| A. Ukaj              | 0                | 0                | 0                | 0                | 0              | 0              | 0              | 0              | 0        | 0      | 0           | 0          |
| P. Villano           | 14               | 2                | 3                | 0                | 1              | 0              | 0              | 0              | 15       | 2      | 3           | 0          |
| D. Zivanovic         | 0                | 0                | 0                | 0                | 0              | 0              | 0              | 0              | 0        | 0      | 0           | 0          |
| N. Zuffi             | 15               | 1                | 5                | 0                | 1              | 0              | 1              | 0              | 16       | 1      | 6           | 0          |
| D. Zunic             | 6                | 0                | 0                | 0                | 0              | 0              | 0              | 0              | 6        | 0      | 0           | 0          |
| N. von Niederhäusern | 0                | 0                | 0                | 0                | 0              | 0              | 0              | 0              | 0        | 0      | 0           | 0          |
| N. von Niederhäusern | 0                | 0                | 0                | 0                | 0              | 0              | 0              | 0              | 0        | 0      | 0           | 0          |